# María del Puy Alvarado
María del Puy Alvarado ist eine spanische Filmproduzentin und Drehbuchautorin.
Alvarado studierte zunächst an der Universität Complutense Madrid im Bereich der Informationswissenschaften. Da sie sich seit ihrer Jugend für Filme interessierte, besuchte sie die Film- und Audiovisuelle Schule der Autonomen Gemeinschaft Madrid und studierte dort im Bereich der Produktion. In diesem Zusammenhang entstand 2005 ihr Kurzfilm mit dem Titel Luminaria. In der Folge gründete sie mit Malvalanda ihre eigene Produktionsfirma, um sich ganz ihren eigenen Filmen zu widmen. Zunächst entstanden bis in die 2010er Jahre hinein weitere Kurzfilme, dann folgten Serien und Spielfilme. Ein Schwerpunkt ihrer Arbeit sind hierbei Dokumentationen, hinzu kommen als finanzielles Standbein kommerzielle Projekte wie Werbefilme. Gelegentlich tritt sie dabei auch als Drehbuchautorin in Erscheinung. Neben ihrer Arbeit bei Malvalanda ist sie auch als außerordentliche Professorin für Produktion an der Universität Complutense Madrid tätig.
Für ihren Debütfilm Luminaria wurde Alvarado beim Bordeaux International Festival of Women in Cinema für den besten Kurzfilm ausgezeichnet, außerdem erhielt sie eine Auszeichnung bei der Madrid Short Film Week. 
Bei der Oscarverleihung 2019 war Alvarado für Madre gemeinsam mit Regisseur Rodrigo Sorogoyen für den Oscar in der Kategorie bester Kurzfilm nominiert. Hinzu kam 2018 die Auszeichnung mit dem Goya. Ebenfalls 2019 verantworteten die beiden die Langfilmversion, die ebenfalls Madre betitelt ist. 2024 wurde sie mit dem Kurzfilm La loca y el feminista erneut für den Goya nominiert.
Auf dem Filmfestival Málaga wurde sie 2013 gemeinsam mit Álvaro Giménez Sarmiento für die Regie ausgezeichnet, 2015 erhielt sie einen Publikumspreis für den besten Kurzfilm. 

## Filmografie (Auswahl)
- 2013: Pulse (Kurzfilm)
- 2015: Elena Asins – Génesis (Kurzdokumentation)
- 2016: Primavera Rosa en México (Kurzdokumentation)
- 2017: Madre (Kurzfilm)
- 2019: Madre
- 2019: Der Maulwurf – Ein Detektiv im Altersheim (El agente topo)
- 2022: La loca y el feminista (Kurzfilm)